# Kerinci (sopka)
Kerinci je s výškou 3 805 m nejvyšší sopkou Indonésie. Zároveň se jedná o nejvyšší bod Sumatry a asijské části Indonésie, neboť Puncak Jaya (4 884 m), na ostrově Nová Guinea, geograficky leží v Oceánii.
Kerinci se řadí mezi stratovulkány a nachází se v Pegununganské pánvi blízko západního pobřeží a přibližně 130 km jižně od města Padang v národním parku Kerinci Seblat. Sopka je součástí pohoří Bukit Barisan.

## Erupce
Patří mezi jedny z nejčinnějších sopek celé Indonésie. V roce 2004 proběhla erupce a od té doby z ní nepřestal vycházet dým. V roce 2009 a 2013 došlo k dalším. V současné době (březen 2023) probíhá na Kerinci eruptivní fáze, která započala v říjnu 2022.